# Delia alatavensis
Delia alatavensis är en tvåvingeart som beskrevs av Willi Hennig 1974. Delia alatavensis ingår i släktet Delia och familjen blomsterflugor. Inga underarter finns listade i Catalogue of Life.